# Castor e Pollux (elefantes)

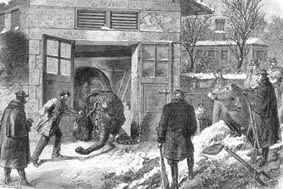
Um dos elefantes é baleado por sua carne em dezembro de 1870.

Castor e Pollux eram dois elefantes mantidos no zoológico Jardim das Plantas em Paris. Eles foram mortos e comidos, juntamente com muitos outros animais do jardim zoológico, no final de 1870 durante o cerco de Paris. Os dois elefantes podem ter sido irmãos e tinham sido populares antes do cerco por dar passeios nas costas ao redor do parque, mas a escassez de alimentos causada pelo bloqueio alemão da cidade eventualmente levou os cidadãos de Paris a matá-los por sua carne.

## História
Em 19 de setembro de 1870, prussiana forças cercada Paris. Ao invés de bombardear a cidade rendesse o alto comando alemão decidiu bloquear a cidade para forçar uma rendição rápida. Os parisienses conseguiram aguentar até 28 de janeiro de 1871 (quando eles se renderam após três dias de bombardeio ordenados por Otto von Bismarck, que tinha cansado das táticas ineficazes do alto comando). Durante o cerco a comida tornou-se escasso e a população foram forçada a recorrer a fontes incomuns para sua carne.

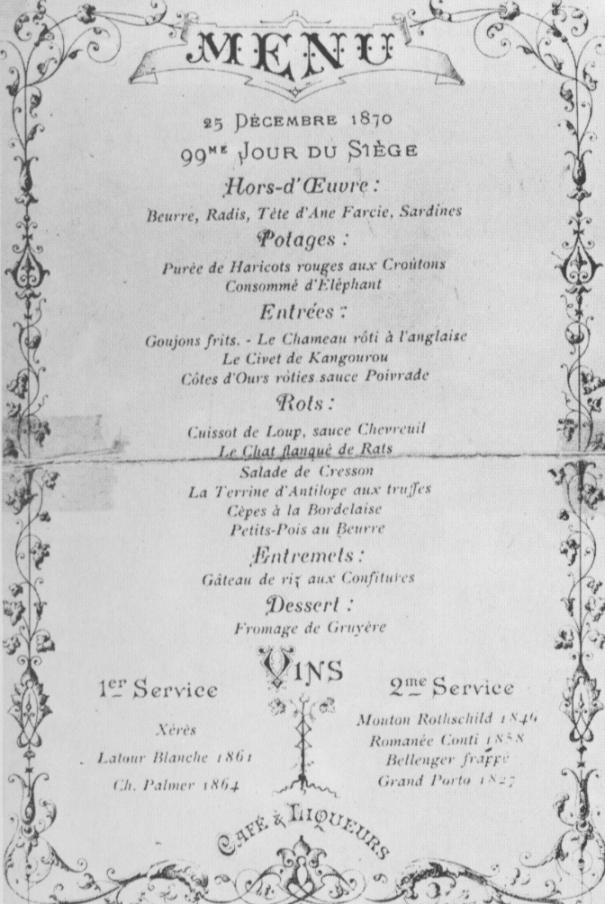
O menu do dia de Natal de um restaurante parisiense contou com bons vinhos e pratos de animais exóticos

Quando legumes, manteiga, leite, queijo e as carnes regularmente consumidas começaram a esgotar-se, os parisienses transformou-se primeiro a carne de cavalo. Carne de cavalo tinha sido introduzida pelos açougueiros de Paris quatro anos antes como uma fonte alternativa barata de carne para os pobres, mas em condições de cerco rapidamente se tornou um item de luxo. Embora houvesse um grande número de cavalos em Paris (estimativas sugerem que entre 65.000 e 70.000 foram massacrados e comidos durante o cerco) as fontes eram, em última análise limitadas. Cavalos de corrida campeões não foram poupados (até dois cavalos apresentados a Napoleão III por Alexandre II da Rússia foram massacrados), mas a carne logo tornou-se escassa. Gatos, cães e ratos estavam na próxima seleção para o menu. Não havia nenhum controle sobre racionamento até tarde no cerco, enquanto os pobres se esforçaram, os parisienses ricos comeram comparativamente bem; o Jockey Club ofereceu uma excelente selecção de pratos gourmet das carnes incomuns incluindo Salmis de rats à la Robert. Lá foram consideravelmente menos gatos e cães na cidade do que lá tinha sido cavalos e os ratos intragáveis eram difíceis de preparar, então, no final de 1870, os carniceiros voltaram sua atenção para os animais dos zoológicos. Os grandes herbívoros, como antílopes, camelos, iaques e zebras foram os primeiros a ser morto. Alguns animais sobreviveram: os macacos foram considerados ser muito semelhantes aos seres humanos para serem mortos, os leões e tigres eram muito perigosos e o hipopótamo do Jardin des Plantes também escapou porque o preço exigido de 80.000 francos era fora do alcance de qualquer um dos carniceiros. Menus começaram a oferecer pratos exóticos como Cuissot de Loup, Sauce Chevreuil (Coxa de lobo com molho de veado), Terrine d'Antilope aux truffes (Terrine de antílope com trufas), Civet de Kangourou (guisado de canguru) e Chameau rôti à l'anglaise (camelo assado à l'anglaise) 
O desaparecimento dos elefantes foi registrado na Lettre-Journal de Paris (comumente conhecida como a Gazette des Absents), um periódico duas bissemanal publicado durante o cerco por Damase Jouaust e entregue, juntamente com o correio, por balão para evitar o cerco das forças prussianas. O Gazette des Absents relatou que Castor tinha sido morto em 29 de dezembro de 1870 e Pollux no dia seguinte, ambos por balas explosivas com ponta de aço disparadas a uma distância de 10 metros por M. Devisme, mas um menu de 25 de dezembro já estava oferecendo a Consommé d'Eléphant, então é provável que as datas estejam erradas. Os elefantes foram comprados por M. Deboos do Boucherie Anglaise no Boulevard Hausmann por 27.000 francos o par. M. Deboos lucrou bastante com a compra: os troncos foram vendidos como uma iguaria por 40 ou 45 francos o quilo, e as outras partes por cerca de 10 a 14 francos o quilo. Conforme todos os relatos, o elefante não era saboroso. Thomas Gibson Bowles, que estava em Paris durante o cerco, escreveu que ele tinha comido camelo, antílope, cão, burro, mula e elefante e dentre estes ele gostava menos do elefante. 
Ontem, eu tinha uma fatia de Pollux para jantar. Pollux e Castor, o irmão dele, são dois elefantes que foram mortos. Era dura, grossa e oleosa, e eu não recomendo às famílias inglês comer elefante, já que podem consumir bife ou carne de carneiro.— Henry Labouchère